# Язан Ал-Араб
Язан Муса Махмуд Абу Ал-Араб (на арабски: يزن عبد الله عايد نعيمات‎) е йордански футболист, играещ като защитник за катарския Ал-Ахли и националния отбор на Йордания. Вицешампион от Купата на Азия 2023 където бележи втория гол в 1/16 финала срещу Ирак при победата с 3:2.

## Успехи
Йордания
- Купата на Азия
  -  Вицешампион (1): 2024